# Johannes Bruhn
Johannes Bruhn (Neumünster, 1898. július 10. – Lübeck, 1954. november 20.) német katona és rendőrtiszt. Részt vett az első világháborúban is. A második világháborúban a szárazföldi haderőnél szolgált vezérőrnagyként. 1944 novemberében elfogták a brit csapatok, 1947-ig fogva is tartották. 1951-ben csatlakozott a Szövetségi Határőrséghez, 1954-ben vonult vissza.

## Bibliográfia
- Fellgiebel, Walther-Peer. Die Träger des Ritterkreuzes des Eisernen Kreuzes 1939–1945 – Die Inhaber der höchsten Auszeichnung des Zweiten Weltkrieges aller Wehrmachtteile (német nyelven). Friedberg, Németország: Podzun-Pallas (2000). ISBN 978-3-7909-0284-6
- Das Deutsche Kreuz 1941 – 1945 Geschichte und Inhaber Band II (német nyelven). Norderstedt, Németország: Verlag Klaus D. Patzwall (2001). ISBN 978-3-931533-45-8